# Mimosella bigeminata
Mimosella bigeminata is een mosdiertjessoort uit de familie van de Mimosellidae. De wetenschappelijke naam van de soort is voor het eerst geldig gepubliceerd in 1914 door Waters.